# Loeskeobryum brevirostre
Loeskeobryum brevirostre (Synonym Hylocomium brevirostre (Brid.) Schimp.) ist eine Laubmoos-Art aus der Familie Hylocomiaceae. An deutschen Namen gibt es: Loeske-Hainmoos, Großes Hainmoos, Großes Neuhainmoos, Kurzschnäbeliges Hainmoos.

## Merkmale
Loeskeobryum brevirostre bildet ausgedehnte, lockere, starre, gelbgrüne bis braungrüne Rasen. Die kräftigen Pflanzen sind bis 10 oder 15 Zentimeter lang, unregelmäßig bäumchenförmig und einfach bis doppelt fiedrig verzweigt. Die rötlichen Stämmchen sind mit zahlreichen Paraphyllien besetzt. Die Stämmchenblätter sind aufrecht abstehend, etwa drei Millimeter lang, breit herzförmig und ziemlich plötzlich lanzettlich zugespitzt. Sie sind etwas längsfaltig, mit flachen und bis fast zum Blattgrund herab gesägten Rändern. Die doppelte Blattrippe reicht bis höchstens zur Blattmitte. Astblätter sind etwas kleiner, schlanker und oben noch stärker gesägt. Die Blattzellen sind linealisch, um 7 Mikrometer breit und etwa 30 bis 70 Mikrometer lang, am Blattgrund sind sie breiter, getüpfelt und orangefarben. Blattflügelzellen sind nicht differenziert.
Die Geschlechterverteilung ist diözisch. Sporogone sind nicht häufig. Die Seta ist um zwei Zentimeter lang, die Kapsel geneigt bis horizontal und ellipsoidisch, der Deckel kegelig bis kurz geschnäbelt.

## Standortansprüche
Das Moos wächst an mäßig trockenen, basischen bis sauren, schattigen Standorten in warmen und luftfeuchten Lagen von der Ebene bis in untere Gebirgslagen, nur selten über 1000 Meter Höhe. Es siedelt auf humusbedeckten Silikat- und Kalkblöcken, an Stammbasen von Laubbäumen, auf Erde, über Lehm an Wegböschungen, oft in Laubmischwäldern oder Blockhalden.

## Verbreitung
Die Art ist auf der Nordhalbkugel und in Madagaskar verbreitet. In den Mittelgebirgen Deutschlands kommt sie verbreitet vor, im Flachland ist sie selten, auch in den österreichischen Alpen ist sie selten.